# Chimney Rock
Chimney Rock es una villa ubicada en el condado de Rutherford en el estado estadounidense de Carolina del Norte. La localidad, en el año 2000, tenía una población de 175 habitantes en una superficie de 7,2 km², con una densidad poblacional de 24,4 personas por km².

## Geografía
Chimney Rock se encuentra ubicada en las coordenadas 35°26′27″N 82°15′10″O / 35.44083, -82.25278. Según la Oficina del Censo, la localidad tiene un área total de 7,2 km² (2,8 mi²), de la cual 7,2 km² (2,8 mi²) es tierra y 0 km² (0 mi²) (0.0%) es agua.

### Localidades adyacentes
El siguiente diagrama muestra a las localidades en un radio de 24 kilómetros (14,9 mi) de Chimney Rock.

## Demografía
En el 2000 la renta per cápita promedia del hogar era de $29.583, y el ingreso promedio para una familia era de $29.583. El ingreso per cápita para la localidad era de $17.142. En 2000 los hombres tenían un ingreso per cápita de $28.250 contra $22.813 para las mujeres. Alrededor del 14.70% de la población estaba bajo el umbral de pobreza nacional.